# Bolek Polívka
Bolek Polívka (n. 31 iulie 1949, Vizovice, Czechoslovak Republic⁠(d), Cehia) este un renumit actor și scenarist ceh.

## Filmografie
- Accumulator 1 (1994) - Slezak
- Musime si pomahat (2000) - Josef Cizek
- Alungarea din Paradis (2001) - Regizorul Rosta
- Spiridușul (2005) - Tatăl
- Roming (2007) - Stano Zaječí
- Bathory (2008)